# 563
563 је била проста година.

## Догађаји
- Цар Јустинијан I је помиловао Велизара; наређује да се пусти из затвора и враћа му имања и части. Дозвољава генералу да живи у миру и даје му борачку пензију.
- Нова Аја Софија, са својим бројним капелама и светињама, осмоугаоном куполом и мозаицима, постаје центар и највидљивији споменик православља.
- Догађај Тауредунум: Планинско клизиште у реку Рону уништава тврђаву и два села и ствара цунами у Женевском језеру. Талас који стиже до Лозане висок је тринаест метара, а осам метара у тренутку када погоди Женеву. Описујући догађај, Мариус Авентенсис пише да је цунами „опустошио веома стара села са својим људима и стоком, чак је уништио многа света места“, и однео „мост у Женеви, ветрењаче и људе“.
- Свети Колумба, ирски монах мисионар, путује у Шкотску са дванаест другова. Он слеће на полуострво Кинтајр, у близини Саутенда, и започиње своју јеванђељску мисију Пиктима. На острву Јона оснива манастир (Иона Абеи) на западној обали Унутрашњих Хебрида.

## Смрти
- Википедија:Непознат датум — Преподобна мати Анастасија